# 김태호 (배우)
김태호(1979년 2월 13일 ~ 2009년 6월 25일)는 대한민국의 배우이다.

## 출연작

### 영화
- 《색즉시공 시즌 2》(2007년)
- 《날나리 종부전》(2008년)

### 텔레비전 드라마
- 《실화극장 죄와 벌》(MBC TV)
- 《달려라 울엄마》(KBS 2TV)
- 《푸른 물고기》(SBS TV)
- 《혼자가 아니야》

### 광고
- 롯데칠성음료 펩시콜라
- 오뚜기
- SK텔레콤
- 하나 UBS 자산운용

## 사망
2009년 6월 25일, 춘천에서 모터사이클을 타고 가다가 도로 옆에 주차된 트럭을 들이받고 그 자리에서 사망하였다.